# Mušlovský potok
Der Mušlovský potok ist ein linker Nebenfluss des Niklasgrabens/Včelínek in Tschechien.

## Verlauf
Der Mušlovský potok entspringt am westlichen Fuße der Stará hora (Altenberg, 351 m n.m.) in der Flur Pod starou horou auf der Gemarkung von Klentnice (Klentnitz) in der Mikulovská vrchovina. Die Quelle liegt im Nikolsburger artesischen Quellgebiet (Mikulov-gravitace). Sein Oberlauf führt in südlicher Richtung bis zum Janičův vrch (Marienberg). Den Berg umfließt er zunächst westlich und durchbricht dann das Jurakalkplateau zwischen dem Janičův vrch und dem Svatý kopeček (Heiliger Berg, 351 m n.m.) mit östlicher Richtung; in dem Erosionstal befindet sich die ehemalige Wassermühle Mariánský mlýn (Marienmühle).
Der Mittellauf des Baches führt nach Osten – vorbei an der Ziegelei, wo linksseitig ein namenloses Rinnsal einmündet – über die Ebene bis an den Kienberg (258 m n.m.). Dort nimmt der Mušlovský potok wieder südliche Richtung und wird westlich des Vysoký roh (Hocheck, 310 m n.m.) im Mušlovský horní rybník (Strelitzer Teich) angestaut; in dem Teich mündet linksseitig ein von der Pulgarská stráň (Pulgramer Leithen, 327 m n.m.) kommendes, verrohrtes Rinnsal ein. Unmittelbar unterhalb des Mušlovský horní rybník befindet sich ein zweiter Fischteich – der Mušlovský dolní rybník (Kutlerteich). Ursprünglich gehörte zu der Teichkaskade noch ein dritter Teich; die Teichstätte des unterhalb des Kutlerteiches gelegenen Hechtenteiches wird heute landwirtschaftlich genutzt.
Der im Osten von den Hügeln Liščí vrch (298 m n.m.) und Mušlov (Muschelberg, 240 m n.m.) überragte Unterlauf des Baches führt nach Südwesten. Bei der Siedlung Mušlov überbrückt die Staatsstraße I/40 von Mikulov (Nikolsburg) nach Valtice (Feldsberg) den Bach; an dieser Stelle stand früher das Fischerhaus. Beiderseits des Baches befinden sich hier leichte Befestigungsanlagen des Tschechoslowakischen Walls. Einen halben Kilometer unterhalb der Straßenbrücke mündet der Mušlovský potok nach sechseinhalb Kilometern gegenüber der ehemaligen Portz-Insel im Nový rybník (Portzteich bzw. Lehteich) in den Niklasgrabens/Včelínek.
Der Mušlovský potok bildet zusammen mit dem Klentnický potok die natürliche Abgrenzung zwischen der Milovická pahorkatina (Milowitzer Hügel) und den Pavlovské vrchy (Pollauer Berge). Der gesamte Bachlauf liegt innerhalb des Landschaftsschutzgebietes Pálava und ist größtenteils reguliert.

## Geschichte
Fischteiche am Mušlovský potok sind seit dem 16. Jahrhundert nachweislich. Auch am Ober- und Mittellauf wurde der Bach zur Fischzucht in der Kaskade von Teichen aufgestaut. Im Urbar von 1629 wurden bei der Marienmühle der Obere und der Untere Fürstenteich sowie der Marienmühlteich aufgeführt. Die Marienmühle stellte 1913 den Mühlbetrieb ein.
Die Mündung des Baches in den Portzteich lag bis zu der in Mitte des 19. Jahrhunderts erfolgten Trockenlegung des Teiches unmittelbar unterhalb des Fischerhauses. In den 1950er Jahren wurde der Nový rybník (Portzteich) in deutlich verkleinerter Form wieder angestaut; die ehemalige Mündungsbucht des Mušlovský potok wurde nicht mehr überflutet.